# NGC 468
NGC 468 là một thiên hà xoắn ốc trong chòm sao Song Ngư. Với khoảng cách của nó là khoảng 209 triệu ánh sáng từ Trái Đất, nó được phát hiện bởi John Frederick William Herschel vào năm 1827.